# Едмунд Берглер
Едмунд Берглер (нім. Edmund Bergler; 20 липня 1899, Коломия — 6 лютого 1962, Нью-Йорк) — американський психоаналітик єврейського походження. Його називають найважливішим психоаналітичним теоретиком гомосексуальності 1950-х років.

## Життєпис
Народився Едмунд Берглер 20 липня 1899 року в Коломиї в єврейській родині Александра Давида Берглера з роду Сендер та Ернестини Берглер.
Берглер втік з нацистської Австрії в 1937–1938 роках і оселився в Нью-Йорку, де працював психоаналітиком. Берглер написав 25 книг з психології, а також 273 статті, які були опубліковані у провідних професійних журналах. Він також мав незакінчені рукописи десятків інших видань, що зберігалися у Психіатричному фонді Едмунда та Маріанни Берглер. Делос Сміт, науковий редактор United Press International, сказав, що Берглер був «одним з найплідніших теоретиків Фройда після самого Фройда».

## Внесок у науку
Берглер зазначив, що людей рішуче захищають від усвідомлення найпохмуріших аспектів людської природи, маючи на увазі емоційну залежність індивіда від невирішених негативних емоцій. Він писав у 1958 році: «Я можу лише повторити свою думку, що суперего є справжнім господарем особистості, що психічний мазохізм є найнебезпечнішим контрзаходом несвідомого его проти тиранії суперего, що психічний мазохізм є «життєдайною кров’ю неврозу» і насправді є базовим неврозом. Я досі дотримуюся свого вислову: «Нелюдяність людини до людини дорівнює лише нелюдяності людини до самої себе»».
Берглер був найважливішим психоаналітичним теоретиком гомосексуальності в 1950-х роках. За словами Кеннета Льюїса, психіатра-гея, «...Берглер часто дистанціювався від центральної психоаналітичної традиції, водночас претендуючи на важливе становище в ній. Він вважав себе революціонером, який змінить рух». Ближче до кінця свого життя Берглер став ганьбою для багатьох інших аналітиків: «Його погляди на конференціях та симпозіумах висловлювалися без зауважень або ж їх пом'якшували, а їхня наступальна гострота притуплювалася».
Він відомий своєю наполяганням на універсальності несвідомого мазохізму. Його пам'ятають за теорії як про гомосексуальність, так і про творчу кризу – термін, який він ввів у 1947 році. Берглер, який провів більше робіт з цього питання, ніж будь-який інший психоаналітик, стверджував, що всі гравці грають в азартні ігри через «психічний мазохізм».

## Основні праці
- Bergler, Edmund. (1934). Frigidity in Women, with Edward Hitschmann (in German). New York (English version): Nervous and Mental Disease Monographs
- Bergler, Edmund. (1935). Talleyrand-Napoleon-Stendhal-Grabbe (in German). Vienna: Internationale Psychoanalytische Verlag
- Bergler, Edmund. (1937). Psychic Impotence in Men (in German). Berne: Hans Huber Verlag
- Bergler, Edmund. (1946). Unhappy Marriage and Divorce, with an Introduction by A. A. Brill. New York: International Universities Press
- Bergler, Edmund. (1948). The Battle of the Conscience. Washington, D.C.: Washington Institute of Medicine
- Bergler, Edmund. (1948). Divorce Won't Help. New York: Harper & Brothers
- Bergler, Edmund. (1949). Conflict in Marriage. New York: Harper & Brothers
- Bergler, Edmund. (1949). The Basic Neurosis. New York: Harper and Brothers
- Bergler, Edmund. (1949). The Writer and Psychoanalysis. Garden City: Doubleday and Co.
- Bergler, Edmund. (1951). Money and Emotional Conflicts. Doubleday and Co.
- Bergler, Edmund. (1951). Neurotic Counterfeit-Sex. New York: Grune & Stratton
- Bergler, Edmund. (1952). The Superego. New York: Grune & Stratton
- Bergler, Edmund. (1953). Fashion and the Unconscious. New York: Robert Brunner
- Bergler, Edmund, & Kroger, W. (1954). Kinsey's Myth of Female Sexuality: The Medical Facts. New York: Grune and Stratton
- Bergler, Edmund. (1954). The Revolt of the Middle-Aged Man. New York: A.A. Wyn
- Bergler, Edmund. (1956). Homosexuality: Disease or Way of Life. New York: Hill and Wang
- Bergler, Edmund. (1956). Laughter and the Sense of Humor. New York: Intercontinental Medical Book Corp.
- Bergler, Edmund. (1957). Psychology of Gambling. New York: Hill & Wang
- Bergler, Edmund. (1958). Counterfeit-Sex: Homosexuality, Impotence and Frigidity. New York: Grune and Stratton
- Bergler, Edmund. (1959). Principles of Self-Damage. New York: The Philosophical Library
- Bergler, Edmund. (1959). One Thousand Homosexuals: Conspiracy of Silence, or Curing and Deglamorizing Homosexuals? Paterson, New Jersey: Pageant Books
- Bergler, Edmund. (1960). Tensions Can be Reduced to Nuisances. New York: Collier Books
- Bergler, Edmund. (1961). Curable and Incurable Neurotics. New York: Liveright Pub. Co.
- Bergler, Edmund. (1963). Justice and Injustice, with J.A.M. Meerloo. New York: Grune and Stratton
- Bergler, Edmund. (1964). Parents Not Guilty. New York: Liveright Pub. Co.
- Bergler, Edmund. (1969). Selected Papers: 1933–1961. New York: Grune and Stratton
- Bergler, Edmund. (1998). The Talent for Stupidity: The Psychology of the Bungler, the Incompetent, and the Ineffectual. Madison, CT: International Universities Press